# Eva Vent
Eva Vent (* 13. Dezember 1933 in Passenheim, heute Pasym) ist eine deutsche Malerin und Grafikerin.

## Leben und Werk
Die Familie Eva Vents kam in der Folge des Zweiten Weltkriegs 1945 in die Sowjetische Besatzungszone. Eva Vent absolvierte von 1949 bis 1952 in Rudolstadt eine Lehre als Schneiderin. Von 1953 bis 1954 studierte sie an der Fachschule für angewandte Kunst Heiligendamm und anschließend bis 1956 an der Fachschule für Textil und Mode in Berlin. Von 1956 bis 1961 arbeitete sie als Zeichnerin am Institut für Bekleidungskultur Berlin, dem späteren Modeinstitut der DDR, danach in Berlin als freischaffende Malerin und Grafikerin. Daneben leitete sie von 1973 bis 1976 einen Grafikzirkel im Knaack-Klub in Berlin-Pankow. 1977 hatte sie einen Studienaufenthalt im Volkseigenen Gut in Putgarten-Fernlüttkevitz. Von 1978 bis 1980 lebte sie in Dragun-Vietlübbe.
Eva Vent war bis 1990 Mitglied des Verband Bildender Künstler der DDR.
Von 1961 bis zur Scheidung 1966 war Eva Vent mit dem Maler Hans Vent verheiratet.

## Werke (Auswahl)

### Druckgrafik
- Kreuzigung (1967, Lithografie, 32,8 × 22,5 cm)[1]
- Jüdische Frauen aus dem Altersheim der jüdischen Gemeinde in Pankow (1976, Radierung)
- Stadtlandschaft (1983, Farblithografie, 37,3 × 32,5 cm)[2]
- Carl von Ossietzky (1988, Aquatinta-Radierung, 27,3 × 22,7 cm)[3]
- Profil Rosa Luxemburg (1996, Aquatinta-Radierung)[4]

### Malerei
- Berliner Häuser (1984, Aquarell, 34,5 × 45 cm; Kunstsammlung des Bezirks Berlin-Pankow)[5]
- Das Eisenhaus (1987, Öl auf Leinwand, 81 × 65 cm; Kunstsammlung des Bezirks Berlin-Pankow)[6]

### Buchillustrationen
- Hanne Hünefeld: Der starke Pit. 1974, Der Kinderbuchverlag, Berlin
- Michael Manzek: Liebesgedichte. 2012, Laeser-Edition, Berlin

## Ausstellungen (unvollständig)

### Einzelausstellungen
- 1978: Berlin, Kleine Galerie Pankow (Aquarelle und Grafik)
- 1982: Dresden, Kunstausstellung Kühl (Monotypien und Holzschnitte)
- 1987: Pirna, Galerie am Elbtor („Menschen im Bild . Grafik Berliner Künstler“; mit Günter Blendinger, Herta Heidenreich und Hartmut Hornung)
- 1993/1994: Berlin, Galerie Pankow (Bilder und Terrakotten)

### Ausstellungsbeteiligungen
- 1975 bis 1989: Berlin, fünf Bezirkskunstausstellungen
- 1977/1978: Dresden, VIII. Kunstausstellung der DDR
- 1979 und 1984: Berlin und andere Städte („100 ausgewählte Grafiken“)
- 1979: Schwerin, Bezirkskunstausstellung
- 1983: Galerie am Prater („Berliner Grafik XII“)
- 1985: Erfurt, Gelände der Internationalen Gartenbauausstellung („Künstler im Bündnis“)
- 1987: Berlin, Ephraim-Palais („Das Bild der Stadt Berlin von 1945 bis zur Gegenwart“)
- 1993: Berlin, Galerie am Prater („Galerie am Prater 1973-1993. Retrospektive II“)